# Wolfgang Niescher
Wolfgang Niescher (* 3. Februar 1934 in Mügeln; † 2. Oktober 2010 in Oybin) war ein deutscher Handballspieler.
In seine aktive Zeit fiel der Wechsel des Handballs vom Großfeld in die Halle. Er spielte bei der SG Bleichert, anschließend bei deren Nachfolger,  Motor Gohlis-Nord. Ab 1959 spielte er bei Wissenschaft Greifswald und von 1961 bis 1966 beim SC Empor Rostock.
Niescher spielte in der gemeinsamen deutschen Mannschaft, die bei der Feldhandball-Weltmeisterschaft (WM) 1959, Weltmeister wurde, sowie bei der Hallenhandball-WM 1958 (3. Platz) und bei der Hallenhandball-WM 1961 (4. Platz).
Parallel zum Handballsport studierte Niescher Medizin. Er wurde 1957 promoviert. Ab 1959 absolvierte er in Greifswald eine Facharztausbildung. Nach 1990 unterhielt er eine HNO-Praxis in Zittau. Wolfgang Niescher verstarb am 2. Oktober 2010.

## Belege
1. ↑  http://www.sz-trauer.de/6474892
2. ↑  Statistik auf www.ihf.info (PDF; 93 kB)
3. ↑  Statistik auf www.dhb.de

| Personendaten    | Personendaten                      |
| ---------------- | ---------------------------------- |
| NAME             | Niescher, Wolfgang                 |
| KURZBESCHREIBUNG | deutscher Handballspieler und Arzt |
| GEBURTSDATUM     | 3. Februar 1934                    |
| GEBURTSORT       | Mügeln                             |
| STERBEDATUM      | 2. Oktober 2010                    |
| STERBEORT        | Oybin                              |